# Axarquía

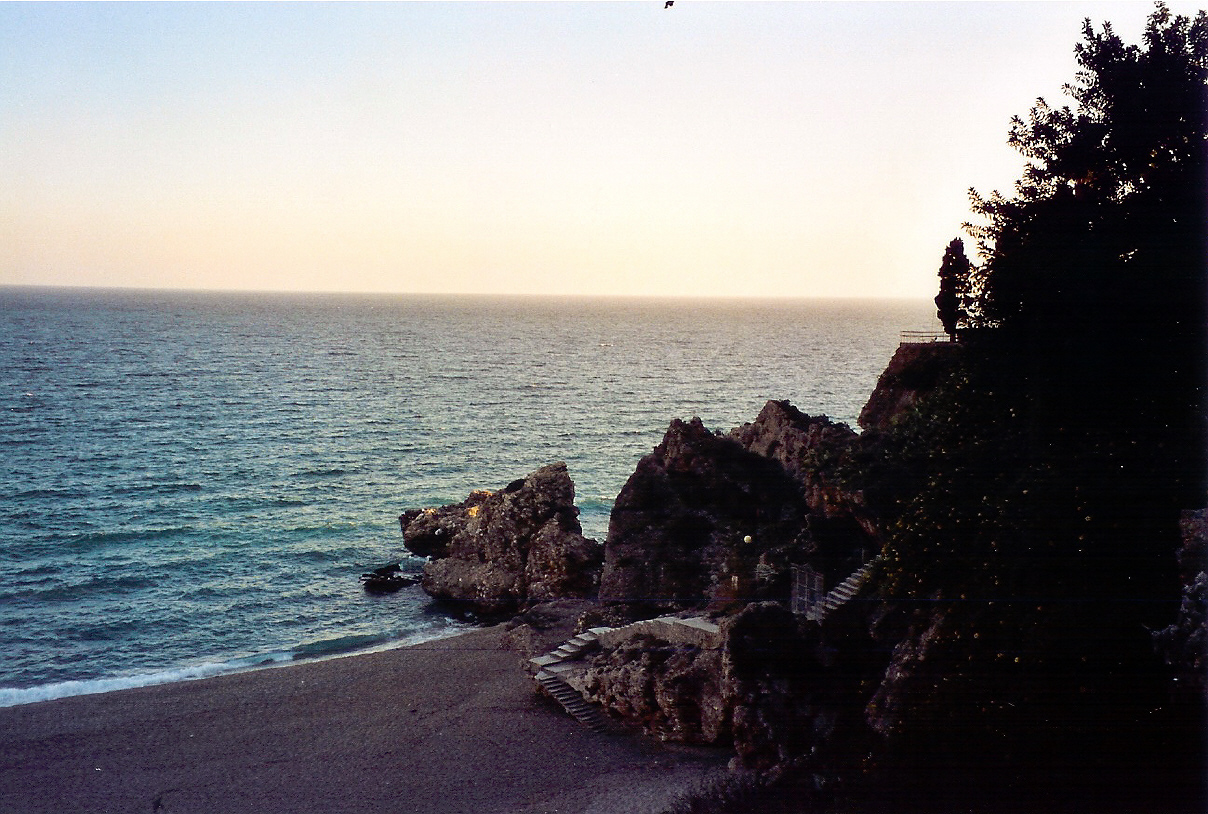
Nerja

La Axarquía [axar'kia], auch [asarˈkia], ist eine der neun Comarcas in der spanischen Provinz Málaga. Sie grenzt an die Provinz Granada. Sie wurde, wie alle Comarcas in der Autonomen Gemeinschaft Andalusien, mit Wirkung zum 28. März 2003 eingerichtet. Die Comarca hat allerdings lediglich die Funktion von Planungsregionen für den Tourismus und die Entwicklung sportlicher Einrichtungen.
Die im Osten der Provinz gelegene Comarca umfasst 31 Gemeinden mit 224.373 Einwohnern (Stand 1. Januar 2019), also etwa ein Achtel der Provinzbevölkerung. Die Hauptstadt der Verwaltungseinheit ist Vélez-Málaga.

## Etymologie
„Axarquía“ rührt vom arabischen aš-šarqiyya (arabisch ٱلشَّرْقِيَّةٌ, DMG aš-šarqiyyatun), ‚der östliche Teil‘ her und dieses wiederum von šarq (arabisch شَرْقٌ, DMG šarqun), 'Osten'.

## Lage
| Nororiental de Málaga   |                                             | Provinz Granada |
| Antequera               | Kompassrose, die auf Nachbargemeinden zeigt |                 |
| Metropolitana de Málaga | Mittelmeer                                  |                 |

## Gemeinden
| Gemeinde              | Einwohner (2024) | Fläche km² | Dichte Einw./km² | Cod INE | Postleitzahl |
| --------------------- | ---------------- | ---------- | ---------------- | ------- | ------------ |
| Alcaucín              | 2.653            | 45,13      | 59               | 29002   | 29711        |
| Alfarnate             | 1.046            | 33,99      | 31               | 29003   | 29194        |
| Alfarnatejo           | 371              | 20,36      | 18               | 29004   | 29194        |
| Algarrobo             | 6.909            | 9,73       | 710              | 29005   | 29750        |
| Almáchar              | 1.927            | 14,40      | 134              | 29009   | 29718        |
| Árchez                | 411              | 4,80       | 86               | 29016   | 29753        |
| Arenas                | 1.259            | 26,30      | 48               | 29019   | 29717        |
| Benamargosa           | 1.552            | 12,12      | 128              | 29026   | 29718        |
| Benamocarra           | 3.115            | 5,74       | 543              | 29027   | 29719        |
| El Borge              | 941              | 24,39      | 39               | 29030   | 29718        |
| Canillas de Aceituno  | 1.777            | 42,03      | 42               | 29033   | 29716        |
| Canillas de Albaida   | 799              | 33,21      | 24               | 29034   | 29755        |
| Colmenar              | 3.545            | 65,95      | 54               | 29043   | 29170        |
| Comares               | 1.346            | 25,50      | 53               | 29044   | 29195        |
| Cómpeta               | 3.735            | 54,23      | 69               | 29045   | 29754        |
| Cútar                 | 587              | 19,42      | 30               | 29050   | 29718        |
| Frigiliana            | 3.310            | 40,51      | 82               | 29053   | 29788        |
| Iznate                | 947              | 7,47       | 127              | 29062   | 29792        |
| Macharaviaya          | 506              | 7,24       | 70               | 29066   | 29791        |
| Moclinejo             | 1.227            | 14,29      | 86               | 29071   | 29738        |
| Nerja                 | 22.187           | 85,12      | 261              | 29075   | 29780        |
| Periana               | 3.350            | 58,76      | 57               | 29079   | 29710        |
| Rincón de la Victoria | 52.230           | 28,48      | 1.834            | 29082   | 29730, 29738 |
| Riogordo              | 2.778            | 39,98      | 69               | 29083   | 29180        |
| Salares               | 198              | 10,29      | 19               | 29085   | 29714        |
| Sayalonga             | 1.646            | 18,30      | 90               | 29086   | 29752        |
| Sedella               | 600              | 31,62      | 19               | 29087   | 29715        |
| Torrox                | 21.583           | 50,05      | 431              | 29091   | 29770, 29793 |
| Totalán               | 776              | 9,21       | 84               | 29092   | 29197        |
| Vélez-Málaga          | 85.990           | 157,88     | 545              | 29094   | 29700        |
| Viñuela               | 2.006            | 27,22      | 74               | 29099   | 29712, 29713 |
| Comarca Axarquía      | 231.307          | 1.023,72   | 226              | –       | –            |

Teile der Naturparke "Sierras de Tejeda, Almijara y Alhama" und "Acantilados Maro-Cerro Gordo" liegen in der Axarquía.

## Nachweise
1. ↑  Instituto Nacional de Estadística Municipal Register of Spain
2. ↑  La Real Academia: Ortografía de la Lengua Española. 1999 (gemäß Wiedergabe in der spanischen Wikipedia).
3. ↑  Axarquía – Audio-Datei zur Aussprache
4. ↑  Orden de 14 de marzo de 2003, por la que se aprueba el mapa de comarcas de Andalucía a efectos de la planificación de la oferta turística y deportiva, Boletín Oficial de la Junta de Andalucía (Amtsblatt der Regierung von Andalusien), Nr. 59 vom 27. März 2003, S. 6248